# Visualization Toolkit
Visualization Toolkit（VTK）は、3Dコンピュータグラフィックス・画像処理・可視化のための、自由に利用可能なオープンソースソフトウェアである。VTKは、C++クラスライブラリと、複数のインタプリタ型インターフェイスレイヤから構成される。インターフェイスレイヤは、Tcl・Java・Pythonをサポートする。VTKの実装と拡張を行なっているのはKitware株式会社であり、彼らは、VTKに対する専門的なサポートとコンサルティングを行っている。VTKは、以下に示す多様な種類の可視化アルゴリズムをサポートしている。例えば、スカラ・ベクタ・テンソル・テクスチャ・容積法などである。さらに、陰関数モデリング・ポリゴン数減少・メッシュ平滑化・カッティング・等値面分割・ドロネーの三角分割といった、先進的なモデリング手法もサポートしている。VTKは広範にわたる情報可視化フレームワーク、3Dインタラクションのためのウィジェット一式を有し、並列プログラミングをサポートし、そして、Qt や TkといったさまざまなGUIツールキットのデータベースを統合している。VTKはクロスプラットフォームであり、Linux, Windows, Mac OS及びUNIX上で動作する。さらにVTKは、対話的な3次元操作のためのウィジェット・2次元/3次元空間における注釈付け・並列計算のための付随的なサポートを有している。VTKのコア部分はC++で実装されているので、ユーザは、自身のアプリケーションにVTKの様々なオブジェクトを統合してビルドする必要がある。VTKはPython, Java, Tclに対するコア部分のラッパーを提供しているため、これらのインタプリタ言語を使ってVTKのアプリケーションを書くことも可能である。
VTKは世界中の商用アプリケーション、研究開発、先進的な可視化アプリケーションの基盤として使われている。例えば、Molekel、ParaView、VisIt、VisTrails、MOOSE、3DSlicer、MayaVi、OsiriXなどがその一部の例である。
VTKは、BSDライセンスに基づくオープンソースツールキットである。

## 歴史
VTKは当初、Prentice-Hallから出版された書籍 "The Visualization Toolkit: An Object-Oriented Approach to 3D Graphics" の付録ソフトウェアとして、1993年に作られた。この本とソフトウェアは、当時GE Researchに在籍していた3人の研究者（Will Schroeder, Ken Martin, Bill Lorensen）によって書かれた（本の執筆とソフトウェアの構築はGEの許可を得ていた一方、彼ら自身の時間を使って行なわれたものなので、ソフトウェアの著作権はこれらの著者らに帰属している）。VTKのコア部分が作られたのち、世界中のユーザと開発者はソフトウェアの改善と実世界の問題への適用を始めた。とりわけ、GE Medical Systemsやその他のGEの事業部は、快く貢献した。Penny Rheinghans を始めとする何人かの研究者は、この本を使って教育を始めた。他にも、ロスアラモス国立研究所のJim Ahrensや、多くの名も無き人々が、初期の支援者として貢献した。近年では、サンディア国立研究所が、VTKに情報可視化を追加することにフォーカスして、強力な支援者及び共同開発者となっている。
大きく、活動的で、世界規模の存在となったVTKコミュニティをサポートするため、1998年、KenとWillは、Lisa Avila, Charles Law、Bill Hoffmanと一緒にGE Researchを辞め、Kitware株式会社を設立した。このときから、何百人もの開発者が加わって、いまや世界で主要な存在となった、VTKという可視化システムが構築されてきたのである。
Kitwareの設立に伴ってVTKコミュニティは急速に成長し、VTKの用途は学術、研究、そして商用アプリケーションに広がっていった。例えば、VTKは医用画像処理アプリケーション3DSlicerのコア部分を構成している。また、IEEE Visualizationをはじめとする学会誌では、VTKに基づくたくさんの論文が発表されている。ロスアラモス国立研究所では、ほぼペタバイトに達するデータを1024プロセッサの計算機で処理するためにVTKが使われている。アメリカ陸軍研究所では、平面波の衝突を25億のセル計算することで得られるロシアの対空自走砲ZSU-23-4をリアルタイムレンダリングするために、VTKを基盤とするParaViewが使われている。また、VTKは、Kitwareと他の組織（サンディア、ロスアラモス、ローレンス・リバモア国立研究所など）との共同研究において、巨大なデータを可視化する為の基盤として使われている。
VTKはまた、NA-MIC（National Alliance for Medical Image Computing）における主要な計算ツールの1つである（NA-MICは、NIHの未来計算ツール構想におけるロードマップの1つとして、最近設立された）。
近年では、VTKは、情報科学データの取り込み・処理・可視化に対する拡張を行なっている。この取り組みは、サンディア国立研究所の'Titan'プロジェクトによってサポートされている。これは、情報科学機能性と科学的可視化を統合した、最初の集中した取り組みの1つである。

### Kitware
- Kitware
- Insight Segmentation and Registration toolkit (ITK) and official ITK Wiki
- Visualization toolkit (VTK) and official VTK Wiki
- Parallel Visualization Application (ParaView) and official ParaView Wiki
- PDF  9-page technical paper (with color images).
- A summary of VTK technical features.
- Over 500 compilable examples on the VTK Examples Wiki
- Documentation
- FAQ
- mailing lists

### ソフトウェア
- VTK Viewer for Google Chrome
- Slicer
- VisIt
- VTK Designer 2
- VisTrails
- Mayavi
- InVesalius

### その他
- "Visualization Toolkit". Freecode.
- Some of the early history of VTK
- http://3dgameoflife.googlecode.com/files/vtk_0505.pdf A good starter presentation]